# La Baigneuse à mi-corps
La Baigneuse à mi-corps, est un tableau peint par Jean-Auguste-Dominique Ingres, en 1807. Il constitue un des premiers nus féminins de l'œuvre du peintre, et se caractérise par le caractère abstrait du traitement du corps vu de dos, contrastant avec le réalisme du turban. Le tableau est conservé au musée Bonnat-Helleu de Bayonne. 